# 富田直人
富田 直人（とみだ なおと、1965年2月21日 - ）は、日本の実業家。株式会社イノベーション創業者・代表取締役社長。一般社団法人静岡イノベーションベース代表理事。

## 人物・来歴
静岡県浜松市出身。父は電気工事会社の経営者。浜松市立相生小学校、浜松市立東部中学校、静岡県立浜松西高等学校を経て、1987年横浜国立大学工学部電気工学科卒業。父の会社を継ぐ前に社会勉強をしようと考え、同年リクルートに入社。リクルートでは営業に携わり、2000年イノベーション設立。マーケティング代行事業から始め、2007年にはITトレンドを開設。2016年に東京証券取引所マザーズ市場に株式上場を果たした。起業家支援も行い、2021年には静岡イノベーションベースを設立し、代表理事に就任。

## 著書
- 『集客に成功する会社と失敗する会社の違い 次々と商談が舞い込む会社にするために』起業家大学 2007年
- 『売れる営業は満足より感動 : 1300社以上の売上を増大させた営業の達人が教えます』しののめ出版 2008年
- 『いつも目標達成している人のテレアポ術』明日香出版社 2008年